# Peter Ahlwardt

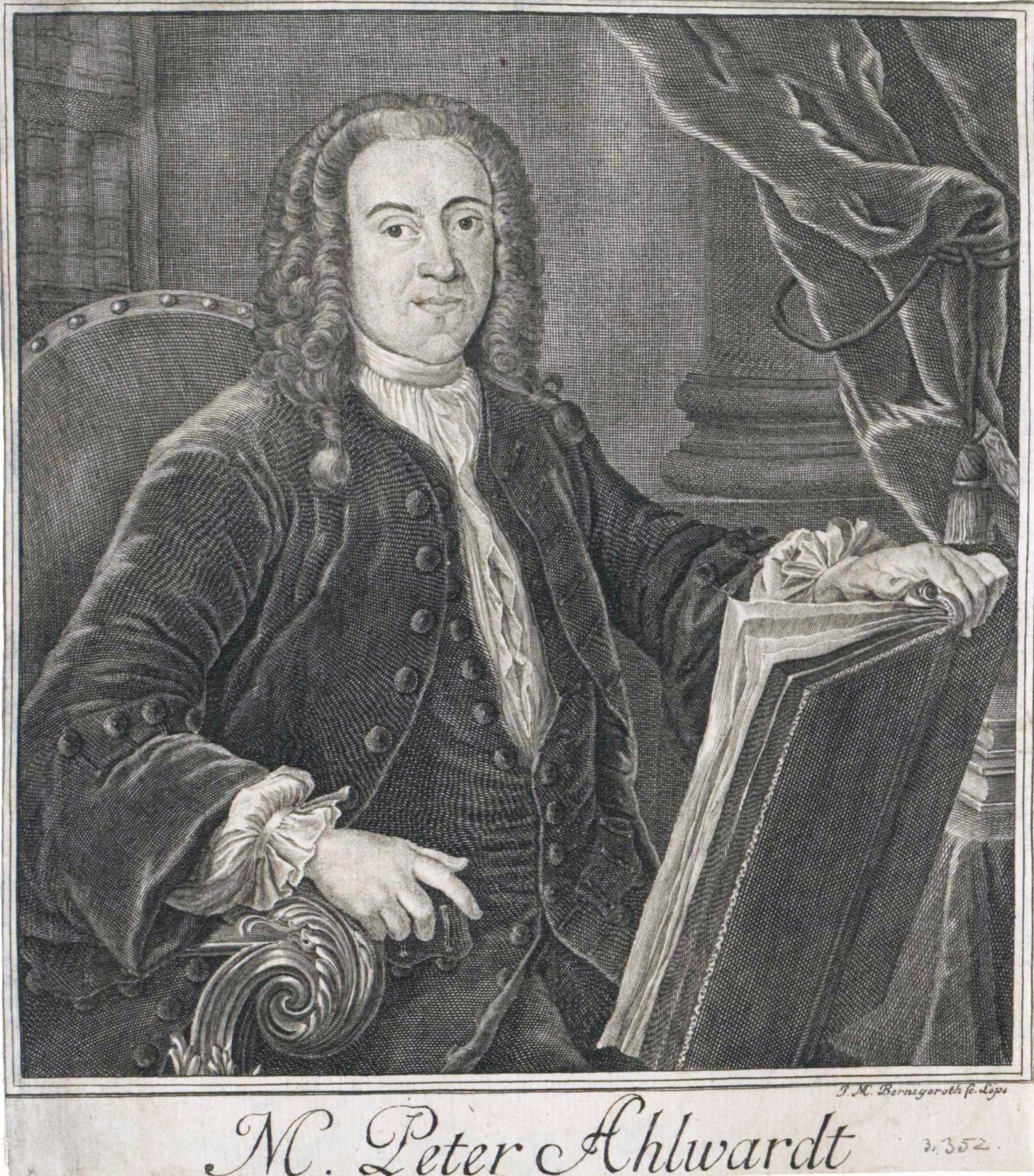
Peter Ahlwardt, Stich von Johann Martin Bernigeroth

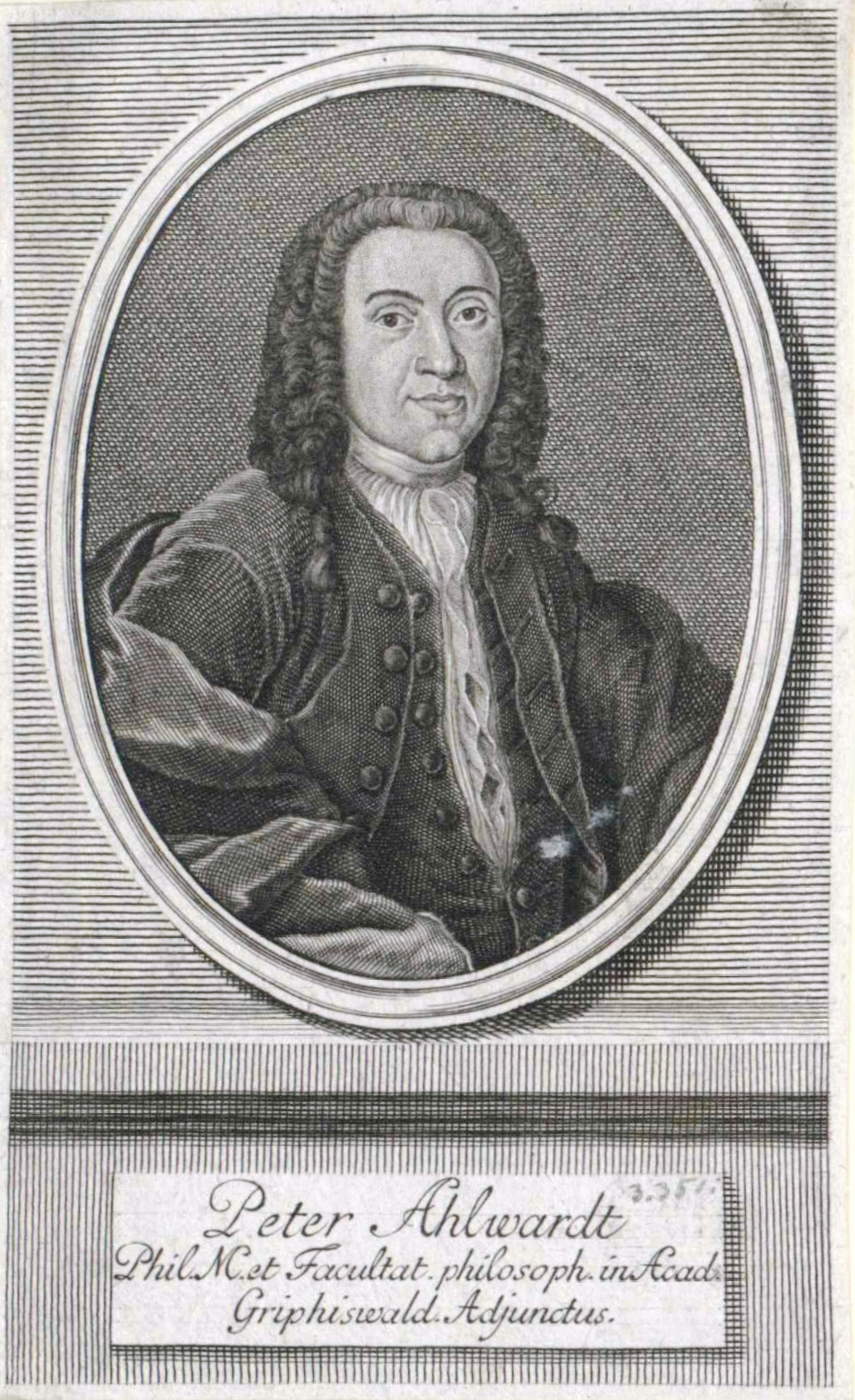
Peter Ahlwardt

Peter Ahlwardt (* 14. Februar 1710 in Greifswald; † 1. März 1791 ebenda) war ein deutscher Theologe und Philosoph. Er gehörte der Schule des rationalistischen Philosophen Christian Wolff an.
Ahlwardt entstammte einer alten Greifswalder Bürgerfamilie. Er besuchte die Stadtschule und studierte an den Universitäten Greifswald und Jena ab 1727 zuerst Theologie, widmete sich aber bald mehr der Philosophie sowie den Rechtswissenschaften und der Arzneilehre. 1732 wurde er in Greifswald zum Doktor der Philosophie und zum Magister promoviert und hielt ab dem folgenden Jahr Vorlesungen in Philosophie und Mathematik. 
1743 wurde er Adjunkt und 1752 ordentlicher Professor für Logik und Metaphysik an der Universität Greifswald. 1764 war er Rektor der Universität.
Peter Ahlwardt war Mitglied der Deutschen Gesellschaft zu Greifswald. Er stiftete den Greifswalder Abeliten-Orden. Seine Manuskripte und die Büchersammlung vermachte er der Universitätsbibliothek Greifswald.

## Werke
- Gründliche Betrachtungen über die Augspurgische Confession, und die damit verknüpfte Göttliche Wahrheiten. Greifswald und Leipzig: Weitbrecht 1742 (Digitalisat)
- Bronto-Theologie, oder Vernünftige und theologische Betrachtungen über den Blitz und Donner, wodurch der Mensch zur wahren Erkenntniß Gottes und seiner Vollkommenheiten, wie auch zu tugendhaften Leben und Wandel geführet werden kan. Greifswald und Leipzig: Weitbrecht 1745 (Digitalisat)
- Von der wahren Artigkeit und dem Reize besonders des schönen Geschlechts. Greifswald : Struck 1754 (Digitalisat in der Digitalen Bibliothek Mecklenburg-Vorpommern)